# Erquery
Erquery – miejscowość i gmina we Francji, w regionie Hauts-de-France, w departamencie Oise.
Według danych na rok 1990 gminę zamieszkiwało 707 osób, a gęstość zaludnienia wynosiła 120 osób/km² (wśród 2293 gmin Pikardii Erquery plasuje się na 405. miejscu pod względem liczby ludności, natomiast pod względem powierzchni na miejscu 794.).